# Karácsond
Karácsond es un pueblo ubicado en el distrito de Gyöngyös, en el condado de Heves, Hungría.

## Superficie
Posee una superficie de 31,60 kilómetros cuadrados.

## Demografía
Hasta 2019 la población era de 2830 habitantes, con una densidad de población de 89,56 habitantes por kilómetro cuadrado.